# III. Antef
III. Antef Nahtnebtepnefer (ur.: kb. i. e. 2069 – i. e. 2060) az egyiptomi XI. dinasztia negyedik uralkodója. Sokszor az első átmeneti kor utolsó királyaként tartják számon, mivel fia, II. Montuhotep egyesítette a folyamvölgyet. III. Antef még nem a teljes Egyiptom felett uralkodott, hanem csak az Uaszet (Théba) által uralt déli részén.

## Élete
III. Antef szülei II. Antef és Noferukait. Testvére és főfelesége I. Iah. Viszonylag kevés emlék maradt fenn uralkodásának idejéből, sírja – az at-Tarif alatt lévő Szaff el-Bakar – nagyon rossz állapotú. Uralkodási idejére a legkülönbözőbb becslések vannak a három évtől a nyolc évig. Valószínűleg idős volt már, amikor a trónt átvette, hiszen apja nagyjából fél évszázadon át uralkodott.
Uralkodásának legfontosabb eseménye, hogy sikerült elfoglalnia Szautit és Hmunut, amivel a X. dinasztia hahninszui székhelyéhez egészen közel jutott és jelentősen meggyengítette annak erőit. Fiának már csak a X. dinasztia fővárosának bevétele és a Deltavidék pacifikálása maradt hátra.

## Titulatúra
A fáraók titulatúrájának magyarázatát és történetét lásd az Ötelemű titulatúra szócikkben.
| G5 |

| G5 |

| V30 · D1 · Z1 | F35 |

| V30 · D1 · Z1 | F35 |

| V30 · D1 · Z1 | F35 |

| V30 · D1 · Z1 | F35 |

| G5 |

| G5 |

| V30 · D1 · Z1 | F35 |

| V30 · D1 · Z1 | F35 |

| V30 · D1 · Z1 | F35 |

| V30 · D1 · Z1 | F35 |

A fáraók titulatúrájának magyarázatát és történetét lásd az Ötelemű titulatúra szócikkben.
| G5 |

| G5 |

| N35 · M3 · X1 | V30 · D1 | F35 |

| N35 · M3 · X1 | V30 · D1 | F35 |

| N35 · M3 · X1 | V30 · D1 | F35 |

| N35 · M3 · X1 | V30 · D1 | F35 |

| G5 |

| G5 |

| N35 · M3 · X1 | V30 · D1 | F35 |

| N35 · M3 · X1 | V30 · D1 | F35 |

| N35 · M3 · X1 | V30 · D1 | F35 |

| N35 · M3 · X1 | V30 · D1 | F35 |

| G39 | N5 | \| \| |
|     |    |       |

|  |

| G39 | N5 | \| \| |
|     |    |       |

|  |

| W25 | N35 · X1 · I9 |

| W25 | N35 · X1 · I9 |

| W25 | N35 · X1 · I9 |

| W25 | N35 · X1 · I9 |

| W25 | N35 · X1 · I9 |

| W25 | N35 · X1 · I9 |

| W25 | N35 · X1 · I9 |

| W25 | N35 · X1 · I9 |

| G39 | N5 | \| \| |
|     |    |       |

|  |

| G39 | N5 | \| \| |
|     |    |       |

|  |

| W25 | N35 · X1 · I9 |

| W25 | N35 · X1 · I9 |

| W25 | N35 · X1 · I9 |

| W25 | N35 · X1 · I9 |

| W25 | N35 · X1 · I9 |

| W25 | N35 · X1 · I9 |

| W25 | N35 · X1 · I9 |

| W25 | N35 · X1 · I9 |